# Port Deposit
Port Deposit és una població dels Estats Units a l'estat de Maryland. Segons el cens del 2000 tenia 676 habitants.

## Demografia
Segons el cens del 2000, Port Deposit tenia 676 habitants, 264 habitatges, i 163 famílies. La densitat de població era de 156,3 habitants per km².
Dels 264 habitatges en un 29,9% hi vivien nens de menys de 18 anys, en un 34,1% hi vivien parelles casades, en un 21,6% dones solteres, i en un 37,9% no eren unitats familiars. En el 29,5% dels habitatges hi vivien persones soles el 9,5% de les quals corresponia a persones de 65 anys o més que vivien soles. El nombre mitjà de persones vivint en cada habitatge era de 2,5 i el nombre mitjà de persones que vivien en cada família era de 3,08.
Per edats la població es repartia de la següent manera: un 27,5% tenia menys de 18 anys, un 8,1% entre 18 i 24, un 28,4% entre 25 i 44, un 26,8% de 45 a 60 i un 9,2% 65 anys o més.
L'edat mediana era de 36 anys. Per cada 100 dones de 18 o més anys hi havia 100 homes.
La renda mediana per habitatge era de 34.167 $ i la renda mediana per família de 37.813 $. Els homes tenien una renda mediana de 32.083 $ mentre que les dones 21.932 $. La renda per capita de la població era de 15.297 $. Entorn del 19,4% de les famílies i el 22,2% de la població estaven per davall del llindar de pobresa.

## Poblacions més properes
El següent diagrama mostra les poblacions més properes.